# Cotonificio di Spoleto
Il Cotonificio di Spoleto è stata una fabbrica manifatturiera attiva dal 1908 al 1985 nel settore della filatura e del commercio del cotone. Nei primi anni del XX secolo, insieme alle miniere di lignite di Spoleto e alle Arti grafiche Panetto & Petrelli, rappresentò una fonte occupazionale importante per la città di Spoleto, un tentativo di sviluppo industriale in alternativa alla tradizionale economia legata alla mezzadria.

## Storia
La possibilità per Spoleto di attirare grandi investimenti si realizza quando nel 1898, in località Pennarossa di Marmore, viene costruita una centrale idroelettrica avveniristica ed altamente innovativa, progettata dall'ingegnere Aldo Netti.
Nel settembre del 1905, spinti dalla facilità di approvvigionamento di energia elettrica, tre industriali lombardi propongono al sindaco Domenico Arcangeli di aprire un'industria in zona; in cambio chiedono agevolazioni fiscali, la fornitura di energia elettrica a basso costo e aiuto per il reclutamento della mano d'opera. L'amministrazione comunale, valutando i vantaggi che sarebbero ricaduti sull'economia spoletina, delibera in senso favorevole e accoglie le richieste della costituenda società.

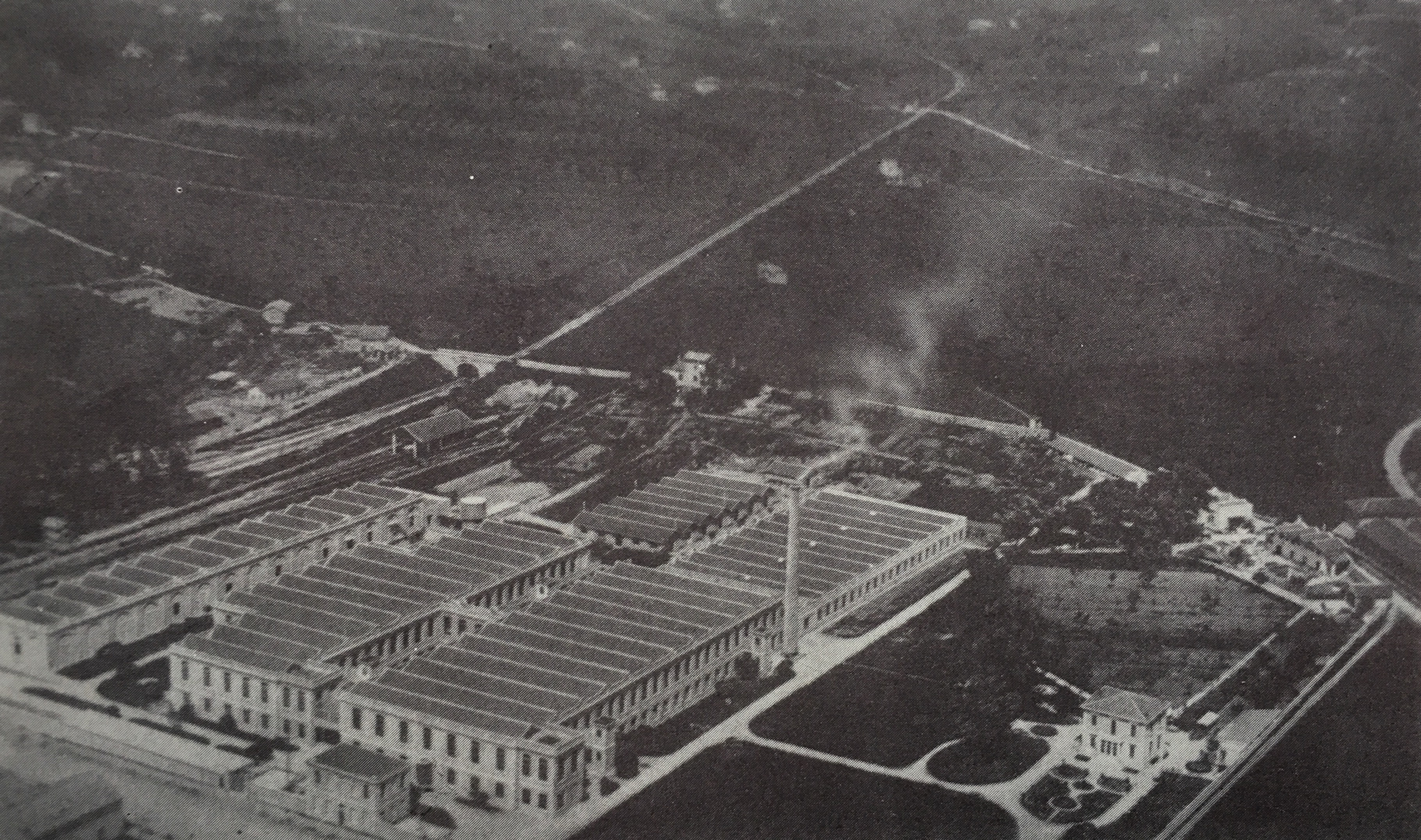
Cotonificio visto dall'aereo

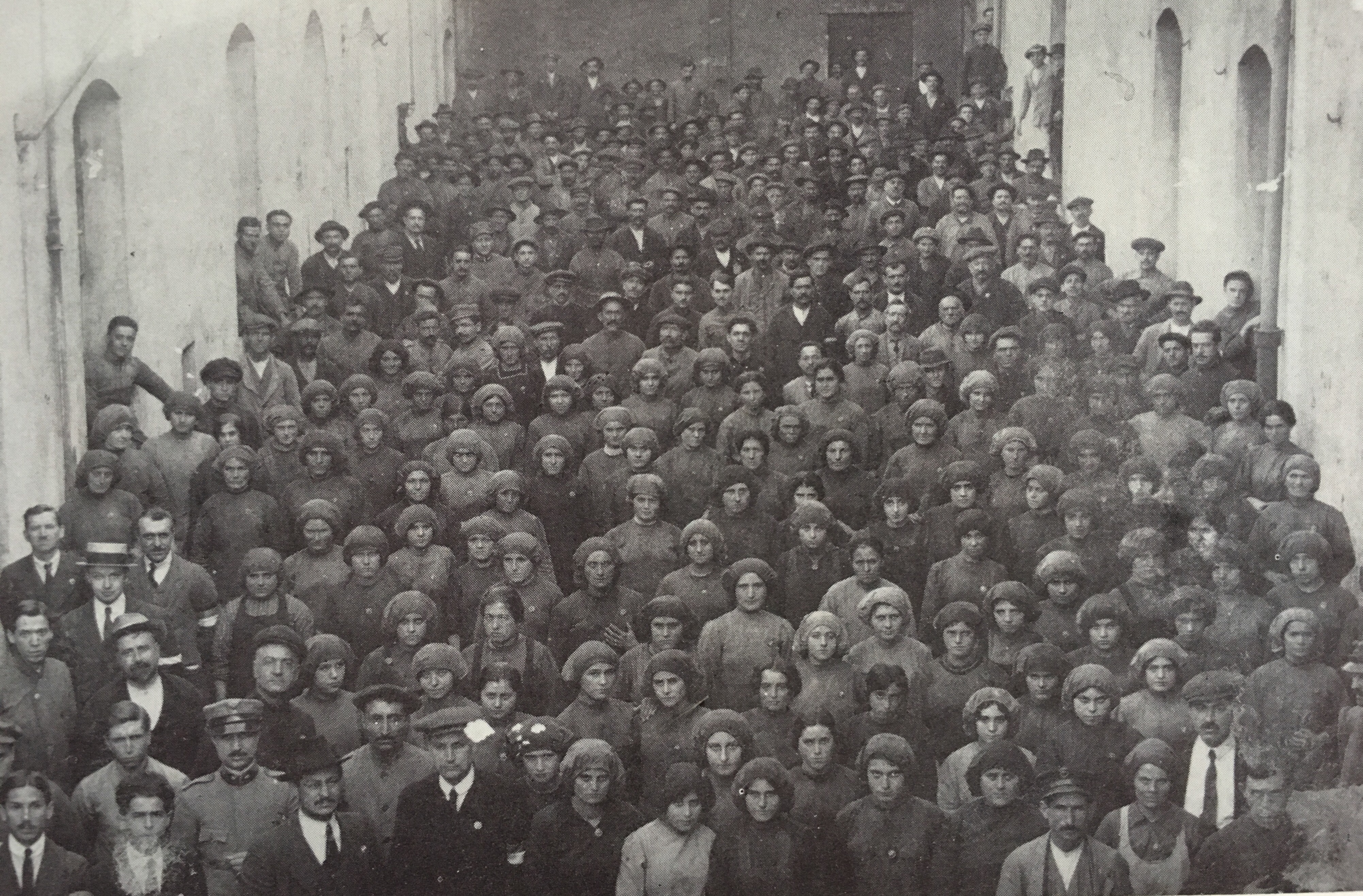
Operaie e operai del Cotonificio

### Società Anonima Cotonificio di Spoleto
Capitali esterni alla regione e appoggi politici locali rendono possibile l'insediamento dell'azienda e nel 1907, con due milioni di lire di capitale versato, viene costituita la Società Anonima Cotonificio di Spoleto, con sede legale a Milano. Il comune, per contenere i possibili pericoli legati alla totale dipendenza della fabbrica da capitali esterni, pretende che venga lasciata facoltà di sottoscrivere azioni anche ai capitalisti locali, che invece rimarranno del tutto assenti.
Per la localizzazione viene individuata un'area di circa 10 ettari nei pressi della stazione ferroviaria, posizione che offre all'azienda la possibilità di utilizzare uno scalo merci dedicato.
L'edificio viene costruito in tre anni; la facciata si estende lungo il viale della Stazione, mentre sul retro si allungano capannoni a due piani, con grandi finestroni e oculi per l'aerazione all'altezza di ogni capriata. La presenza del complesso industriale viene segnalata da una sola svettante ciminiera. Viene conservata quanto più possibile la vegetazione originale composta da lecci, pini d'Aleppo, roverelle, robinie, grandi esemplari, alcuni dei quali presenti ancora oggi.
L'attività produttiva inizia nel 1908; vengono occupate circa 450 persone, quasi tutte donne. Lo stabilimento viene dotato di moderne attrezzature provenienti dalla Gran Bretagna; dispone di quattro motori elettrici della forza di 400 hp ciascuno; la materia prima proviene dall'India, dal Medio Oriente e dall'America; la produzione viene collocata prevalentemente nel mercato italiano.

### Società Manifatturiera Cotonerie Meridionali
La prima guerra mondiale provoca ripetute interruzioni dell'attività con chiusure prolungate fino a tutto il 1919. Sporadiche riprese sono caratterizzate da agitazioni e scioperi, in corrispondenza con quanto succede nel resto d'Italia.

Nel 1917 la maggioranza assoluta delle azioni viene acquistata dall'imprenditore svizzero Roberto Wenner, la cui famiglia già da metà ottocento aveva impiantato diverse industrie tessili in Campania. Tre anni dopo il Cotonificio passa sotto il controllo della società anonima Manifatture Cotoniere Meridionali (MCM) che, allontanato il Wenner come conseguenza di un diffuso e acceso nazionalismo postbellico, passa sotto la direzione di Bruno Canzio Canto. Capitale sociale 50 milioni.
La produttività si fa più intensa, vengono impiegate circa 600 persone che in alcuni periodi salgono a 850. Vengono ampliati gli edifici; i macchinari, ammodernati e perfezionati, consentono una migliore qualità del prodotto; la produzione annua raggiunge mediamente 600.000 kg. di filati, esportati in Francia e in Oriente. Spoleto può fregiarsi di essere la seconda città industriale dell'Umbria dopo Terni.

### Le condizioni di lavoro
Le condizioni di lavoro delle operaie sono piuttosto dure, molto scarse le norme di sicurezza: l'ambiente è insalubre, il microclima sfavorevole alla salute, il rumore assordante; il fattore più nocivo è l'inalazione continua di polveri. Quasi tutte giovanissime, le ragazze sono sottoposte a turni massacranti e vessate da sanzioni e facili licenziamenti. Alcune sono pagate a cottimo, altre a giornata (composta da 11 ore e pagata 50 centesimi). Intorno al 1910 prende forma una prima organizzazione sindacale dei lavoratori denominata Camera del Lavoro di Spoleto, che diventa punto di riferimento sia per le maestranze del tessile, sia per i minatori di Morgnano e di Sant'Angelo. Uno sciopero di 15 giorni, organizzato in autonomia dalle donne del Cotonificio nel 1913, consente un leggero aumento della retribuzione e un miglioramento delle condizioni di lavoro: vengono regolamentate le multe e i licenziamenti e tutte ottengono un salario minimo giornaliero; il cottimo rimane la modalità di pagamento del lavoro straordinario. Molte ragazze, residenti nelle frazioni, fanno lunghi percorsi a piedi, ore di cammino per raggiungere la fabbrica; le più fortunate vanno in bicicletta.

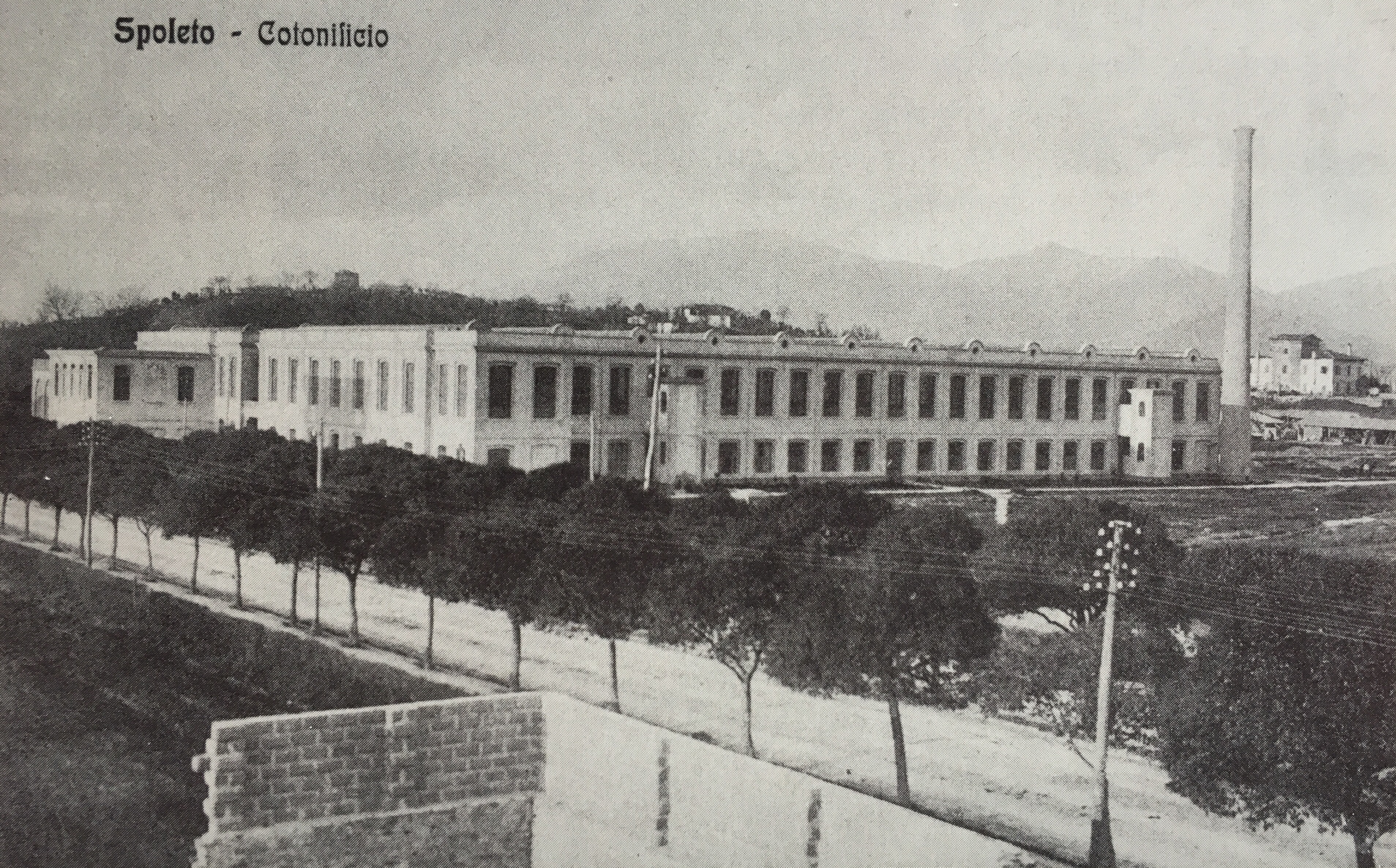
Il Cotonificio e il Viale della Stazione

### Chiusure e riaperture
Nel 1926, come conseguenza delle politiche deflazioniste del governo, cominciano le difficoltà economiche del paese che si riflettono sulle esportazioni; il settore cotoniero subisce un crollo a livello mondiale; i problemi di smercio della MCM sono gravi. L'indebitamento accumulato da Canto per le ristrutturazioni e la grande crisi del 1929 determinano l'intervento del governo, che sostituisce Canto con Giuseppe Paratore. Ma ormai il ridimensionamento dell'attività è inevitabile. Non sarà comunque sufficiente: nel 1930, quando occupa circa 1400 persone, il Cotonificio di Spoleto fallisce e chiude.
Riaprirà nel 1936 grazie ad un industriale milanese, il conte Paolo Gerli, ma sarà poi la seconda guerra ad interrompere di nuovo l'attività.
L'edificio e le strutture produttive vengono risparmiate dai bombardamenti, che al contrario infliggono danni enormi alle infrastrutture, fino a rendere impossibile il trasporto e la vendita del cotone.

Nonostante tutto, nel secondo dopoguerra lentamente la produzione riesce a ripartire a pieno regime, impiegando più di 1000 persone. Ciò alimenta la speranza e ossigena la vita cittadina: la fabbrica ammoderna macchinari e ambienti, migliora le condizioni di lavoro e la qualità del prodotto.

### Crisi e scioperi
Nella seconda metà degli anni cinquanta sopraggiunge un'altra crisi che investe l'intera industria tessile nazionale: le esportazioni all'estero si riducono drasticamente, le giacenze non riescono ad essere smaltite dal mercato nazionale.
Il clima politico è di aperto scontro tra i partiti di sinistra, apertamente schierati con gli operai, e la Democrazia Cristiana, schierata con il padronato.
Il conte Gerli nell'ottobre del 1959 procede con il licenziamento di 400 operaie. Il conflitto esplode rapidamente: si assiste a una dura contrapposizione fra le operaie e la proprietà, a scioperi e manifestazioni, a gravi incidenti di piazza con le forze di polizia. La crisi investe anche altre realtà produttive cittadine, le Miniere di Spoleto e la Cementeria. Spoleto vive un periodo di gravissima crisi economica e sociale.
Negli anni sessanta il calo produttivo rallenta grazie alle nuove prospettive offerte dalle fibre artificiali e all'introduzione di nuovi e moderni macchinari. Lentamente si verifica un incremento della produzione tanto che viene introdotto il turno notturno per sfruttare a pieno gli impianti a ciclo continuo, turno per legge vietato alle donne; per la prima volta gli uomini vengono assunti in modo massiccio e lavorano solo di notte, 300 giorni all'anno. La loro pesantissima situazione lavorativa migliorerà diversi anni più tardi quando, a seguito di una vertenza, otterranno la rotazione su più turni.

Ma i ritmi produttivi molto elevati, pressoché insostenibili, imposti dall'aumento degli ordini, causano altre agitazioni e conflitti con la direzione che si protrarranno fino ai primi anni settanta.
Le ultime assunzioni si registrano negli anni 1976/1977: entrano una trentina di giovani diciassettenni, ritenuta da Gerli l'età migliore per imparare il mestiere.

### Gli ultimi anni
Alla fine degli anni settanta l'ennesima crisi economica nazionale rende necessaria una notevole riduzione dei lavoratori che passano dai 424 del 1970 ai 278 del 1983.
Per rilanciare la produttività la proprietà e il comune pensano alla costruzione di un nuovo stabilimento a pochi chilometri di distanza, in località Tre Madonne, e a una totale ristrutturazione degli impianti tecnologici. Per la parziale copertura finanziaria dell'operazione, la proprietà chiede di modificare la destinazione del terreno occupato dal Cotonificio da zona industriale a zona di recupero edilizio residenziale e commerciale. Secondo studi urbanistici predisposti appositamente, l'intera area avrebbe potuto contenere fino a 400 nuovi appartamenti, negozi e alberghi.
Nel 1979 avviene un ulteriore cambio di proprietà, il Cotonificio viene acquistato ad un prezzo irrisorio da un amico del conte Gerli, l'imprenditore edile Lorenzo Cariboni (1943 - 2015), del tutto estraneo all'industria del cotone. Subito rivela le sue intenzioni speculative: interrompe l'acquisto delle materie prime provocando ripetute interruzioni del lavoro, ordini di notevole entità continuano ad arrivare, ma non vengono soddisfatti. Preme affinché il comune rilasci la concessione edilizia necessaria per cominciare a demolire e a edificare. Il comune non intende cedere alle richieste senza avere da Cariboni garanzie certe in merito all'acquisto del terreno individuato per la costruzione del nuovo stabilimento, e in merito all'avvio stesso dei lavori; a tal fine predispone la variante per rendere area industriale la zona delle Tre Madonne.
L'azienda acquista il terreno nel settembre 1981, ma non fa nessun passo verso la realizzazione della nuova fabbrica, né verso la ripresa del lavoro in quella vecchia. Il braccio di ferro fra il comune e Cariboni provoca lunghe fasi di stallo, fino ad arrivare a maggio 1983, quando non vengono più pagati gli stipendi degli operai, i quali rispondono con uno sciopero e sospensione a tempo indeterminato di tutte le attività produttive. (Sono invece regolarmente corrisposti gli stipendi a dirigenti e impiegati). La direzione dello stabilimento esplicita anche a mezzo stampa le sue intenzioni: edifici residenziali e commerciali in cambio del nuovo stabilimento. L'evidente ricatto occupazionale del Cariboni è rafforzato dalla improvvisa decisione di mettere in cassa integrazione a zero ore tutti i dipendenti.

### La fine
La preoccupazione di concedere l'edificabilità e dar vita ad un processo di speculazione gigantesca creando un danno irreparabile alla città, senza avere nulla in cambio, impone al comune estrema cautela. Si diffonde un clima di sospetto e inaffidabilità reciproca. Tuttavia nel giugno 1984 il sindaco Leopoldo Corinti cede alle spinte della proprietà e dei sindacati e concede l'edificabilità richiesta. Ma dopo lunghi tira e molla, svariati accordi firmati e non rispettati dalla proprietà, dopo la marcia indietro del comune che riduce gli indici di edificabilità approvati solo sei mesi prima, alla fine del 1984 il tracollo dell'azienda si profila con drammatica evidenza. I lavoratori esasperati, da tempo senza stipendio, fanno richiesta di istanza di fallimento in quanto creditori di otto mensilità, e chiedono a gran voce la realizzazione del nuovo stabilimento.

Il 16 maggio 1985 il tribunale di Spoleto emette la sentenza di fallimento. 

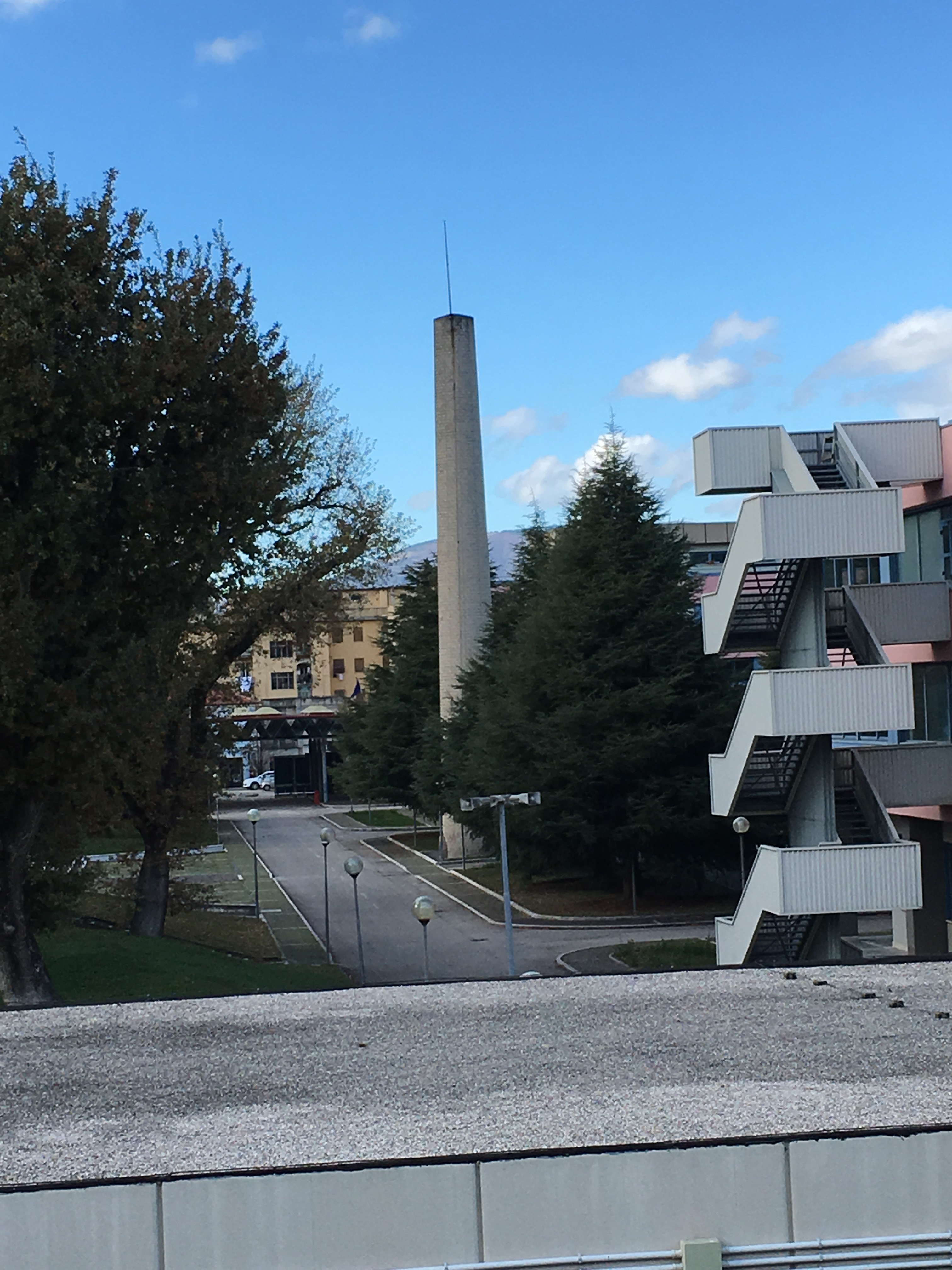
La vecchia ciminiera

Il conflitto continua: Cariboni a mezzo stampa accusa del fallimento gli operai, il comune e il sindaco Corinti. Il comune ribatte che fin dall'inizio la volontà della proprietà era stata quella di speculare, usando il ricatto occupazionale, e poi scappare con il malloppo.

## La Scuola di Polizia
Il valore del terreno sale da 2,3 a 12 miliardi. L'intera area viene venduta al Ministero del Tesoro che intende destinarla alla costruzione di un’istituzione di spessore nazionale: la Scuola di Polizia.
Il Cotonifico di Spoleto viene smantellato e i macchinari venduti, con il ricavato vengono pagati i creditori. La demolizione degli edifici avviene nel 1990, nonostante le battaglie di un gruppo ambientalista locale che in alternativa propone un progetto di recupero di archeologia industriale. 
Per gli operai inizia un periodo di cassa integrazione che diviene poi Disoccupazione Speciale fino a settembre 1991. Alcuni di loro saranno assunti nel 1997 dalla Cooperativa dei Servizi della Scuola di Polizia.
La Scuola Allievi e Agenti della Polizia di Stato "Rolando Lanari” viene inaugurata nel 1998 e nel 2007 diventa Istituto per Sovrintendenti e sede distaccata della Polizia di Stato di Roma.
L'intero complesso immobiliare è costituito da 13 corpi di fabbricati a cinque piani più uno interrato, da un ulteriore edificio e da una torre fumaria.
Infatti simbolicamente, a testimonianza di 80 anni di storia cittadina, la ciminiera del cotonificio è stata risparmiata dalla demolizione e inglobata nella nuova costruzione.
Subito dopo il terremoto dell'ottobre 2016 metà dei locali della Scuola di Polizia sono stati dichiarati inagibili e sgomberati.